# Адолф (Насау-Шаумбург)
Адолф фон Насау-Диленбург-Шаумбург (на немски: Adolf von Nassau-Schaumburg; Adolf von Nassau-Dillenburg; * 23 януари 1629, Диленбург; † 19 декември 1676, Хадамар) е граф и княз на Насау-Шаумбург. Той основава линията Насау-Шаумбург.

## Живот
Той е третият син на княз Лудвиг Хайнрих (1594 – 1662) и първата му съпруга Катарина фон Сайн-Витгенщайн (1588 – 1651), дъщеря на граф Лудвиг I фон Сайн-Витгенщайн и на втората му съпруга Елизабет фон Золмс-Лаубах. По-големият му брат е наследствен принц Георг Лудвиг фон Насау-Диленбург (1618 – 1656).
Адолф получава Дридорф от наследството на баща му. На 6 август 1653 г. Адолф се жени в Диленбург за Елизабет Шарлота Меландер фон Холцапфел (* 1640; † 1707), единствената дъщеря на генерал Петер Меландер фон Холцапел (1589 – 1648). Така той наследява графството Холцапел и господството Шаумбург и веднага се нарича „Граф фон Насау-Шаумбург“ и основава линия с това име. Баща му получава през 1654 г. наследствената титла княз и Адфолф взема титлатата „Княз фон Насау-Шаумбург“.
Понеже синовете му умират преди него линията Насау-Шаумбург изчезва при смъртта му през 1676 г. Холцаппел и Шаумбург получава Лебрехт фон Анхалт-Бернбург, съпругът на неговата най-малка дъщеря и той основава линията Анхалт-Бернбург-Шаумбург-Хойм на Насау-Шаумбург.

## Деца
Адолф фон Насау-Диленбург-Шаумбург и Елизабет Шарлота Меландер фон Холцапфел (* 19/29 февруари 1640; † 17 март 1707, Шаумбург) имат децата:
- Катарина (* 1659)
- Агнес (*/† 1660)
- Вилхелм Лудвиг (* 1661)
- Ернестина Шарлота (* 1662; † 1732), ∞ I. 1678 за граф Вилхелм Мориц фон Насау-Зиген (* 1649; † 1691), ∞ II. Фридрих Филип фон Гойдер наричнан фон Рабенщайнер († 13 май 1727), съветник и дворцов майстор в Бернбург
- Йохана Елизабет (* 1663; † 9 февруари 1700), ∞ 1692 граф Фридрих Адолф фон Липе (1667 – 1718), син на граф Симон Хайнрих фон Липе
- Луиза Хенриета (*/† 1665)
- Карл Хайнрих (* 1670)
- Елизабет Шарлота (* 1673; † 1700), ∞ 1692 княз Лебрехт фон Анхалт-Бернбург-Шаумбург-Хойм (1669 – 1727), син на княз Виктор I Амадей фон Анхалт-Бернбург